# Норберт Реттген
Норберт Реттген (нім. Norbert Röttgen, приблизна вимова: — Норберт Рьоттґен; нар. 2 липня 1965, Меккенгайм, Райнланд-Пфальц) — німецький політик (ХДС), голова Комітету Бундестагу зі зовнішньої політики. У 2009–2012 рр. — міністр з охорони довкілля, охорони природи та ядерної безпеки в коаліційному уряді Ангели Меркель. У 2005–2009 рр. — парламентський секретар фракції ХДС—ХСС.

## Біографія
Закінчив гімназію Райнбаха 1984 року. Після отримання абітуру, він почав вивчати право в Боннському університеті 1984 року. Він склав перший юридичний іспит 1989 року, другий іспит — 1993 року. Після цього практикувався як адвокат у Кельні. 2001 року отримав докторський ступінь у галузі права в Боннському університеті.
Належить до католицької громади, має родину й трьох дітей (двох синів і доньку).

## Політика
Реттген приєднався до ХДС 1982 році, коли він був ще студентом старшої школи. З 1992 до 1996 року він очолював Молодіжний союз Німеччини, молодіжну організацію ХДС, у землі Північний Рейн-Вестфалія. Обраний до Бундестагу 1994 року. З 2002 до 2005 року працював прессекретарем правової політики групи ХДС/ХСС.
Під час першого Кабінету великої коаліції Ангели Меркель 2005 року він обіймав посаду головного парламентського секретаря ХДС/ХСС парламентської групи в Бундестазі до 2009 року.
З 28 жовтня 2009 Реттген був федеральним міністром довкілля, охорони природи та ядерної безпеки в другому кабінеті Ангели Меркель. З листопада 2010 року він був заступником голови фракції ХДС в Німеччині, а також головою фракції ХДС у землі Північний Рейн-Вестфалія.
Після розпаду ландтагу 14 березня 2012, Реттген підтвердив свій намір балотуватися в наступних виборах як кандидата ХДС на посаду міністра-президента проти чинного президента, Ганнелоре Крафт із СДПН.
Після поразки на виборах партії ХДС у землі Північний Рейн-Вестфалія, Реттген пішов із посади голови ХДС у землі Північний Рейн-Вестфалія. 16 травня 2012 він був звільнений і замінений Петером Альтмаєром на посаді федерального міністра з питань охорони навколишнього середовища, охорони природи та ядерної безпеки. Після чого Реттген повернувся до Бундестагу, де як депутат очолив Комітет із закордонних справ.

## Проти пропагандипутінізму
У своїй заяві, яку він зробив у берлінському щоденному часопису «Tagesspiegel», Норберт Реттген застеріг проти поширення російської пропаганди в Німеччині та проти її маніпулювання німецькою громадською думкою. Він підкреслив, що пропаганда та промивка мізків належать до стратегії Путіна. «…Безумовно, і спроба вплинути на громадську думку в самій Росії, в Україні та й у Німеччині — у тому числі, за допомогою пропаганди та маніпуляції думкою … Ми в Німеччині ще навіть не почали дискусію щодо цієї пропаганди, не кажучи вже про те, аби відповідати на неї» — підкреслив німецький політик. Він також звернув увагу на те, що на журналістів громадських телерадіокомпаній ФРН, «які роблять матеріали зі Східної України та прямо говорять про участь Росії» в тамтешніх подіях, чиниться надзвичайний тиск.

## Пропрезиденство Порошенка
В інтерв'ю часопису BILD у грудні 2017 Норберт Реттген сказав: 
| «Петро Порошенко повинен вирішити, чи хоче він бути президентом або олігархом — країна або гроші! Україна повинна зробити рішучі кроки проти нестримної корупції... І це починається з голови держави»[9]Оригінальний текст (нім.) «Petro Poroschenko muss sich entscheiden, ob er Präsident oder Oligarch sein will – Land oder Geld!“ Die Ukraine müsse „entschiedene Schritte gegen die grassierende Korruption" einleiten...„Und das beginnt an der Staatsspitze.» |